# Nu jazz
Nu jazz is een verzamelterm ontstaan in de late jaren 90 om muziek te beschrijven die jazzklankstructuren en soms jazzinstrumentatie, funk, elektronische muziek en vrije improvisatie met elkaar mengen. Ook geschreven als nu-jazz of NuJazz, wordt het soms ook New Urban Jazz, electronic jazz, electro-jazz, e-jazz, jazztronica, jazz house, phusion of future jazz genoemd.

## Geschiedenis
Elektronische instrumenten werden in de jazzmuziek voor het eerst gebruikt door artiesten als Miles Davis en Herbie Hancock. In de vroege jaren 90 begon de jazzmuziek het werken met elektronische instrumenten meer en meer te omarmen, daarbij fuseerden de meer traditionele geluiden met moderne, waardoor Nu Jazz binnen de elektronische muziek-scène werd gebracht.

## Overzicht
Net als elektronische muziek en jazz is Nu Jazz een op zichzelf staande muziekstijl. Het geluid van Nu Jazz wordt omschreven als jazzmuziek met een traag tempo tussen de 65 en de 100 BPM, meestal met weinig tot geen tekst. Nu Jazzritmes en -melodieën zijn vaak repetitief van aard. Het varieert van het combineren van live-instrumentatie met beats van deephouse (bijvoorbeeld de artiest St Germain uit Frankrijk, en de groepen Jazzanova uit Duitsland en Fila Brazillia uit het Verenigd Koninkrijk) tot meer bandgeoriënteerde en geïmproviseerde jazz met elektronische elementen (zoals The Cinematic Orchestra uit het Verenigd Koninkrijk en de Noorse "future jazz" stijl, vormgegeven door Bugge Wesseltoft, Jaga Jazzist, Nils Petter Molvær en anderen). Het is een term die soms wordt toegeschreven aan de muziek van Squarepusher.
Nu jazz waagt zich normaal gezien verder in de elektronische sfeer dan het aanleunende genre acid jazz (of groove jazz), dat meer aanleunt tegen funk, soul en rhythm-and-blues. Releases van sommige acid jazz-artiesten zoals Groove Collective en Chris Hale doen de verschillen tussen de twee stijlen echter vervagen.

## Dutch Nu-Jazz Movement
In 2006 hebben de Nederlandse bands Monsieur Dubois en State of Monc de Dutch Nu-Jazz Movement opgericht met als doel een impuls te geven aan de scene en zo de muziekstroming definitief op de kaart te zetten. Beide bands opereren al ruim tien jaar op het snijvlak tussen jazz, pop en dance en treden succesvol op in geheel Europa. Naast Monsieur Dubois en State Of Monc maken The Jazzinvaders en Scallymatic Orchestra deel uit van de Dutch Nu-Jazz Movement. Dutch Nu-Jazz kenmerkt zich door een combinatie van akoestische en elektronische instrumenten, het accent op beats en grooves en een dynamische interactie tussen improvisatie en arrangement.

## Aanverwante stijlen
- Jazz
- Triphop
- Acid jazz
- Ambient
- Lounge